# Glyphodes canthusalis
Glyphodes canthusalis là một loài bướm đêm trong họ Crambidae.